# أماندا جونستون
أماندا جونستون (بالإنجليزية: Amanda Johnston)‏ هي كاتِبة وشاعرة أمريكية، ولدت في 1977.